# هرم‌های زمین ملنیک
اهرام زمینی ملنیک (بلغاری: Мелнишки пирамиди) سازندهای صخره‌ای هستند که به نام هودو شناخته می‌شوند و در دامنه رشته کوه پیرین در جنوب غربی بلغارستان واقع شده‌اند. مساحت آن‌ها ۱۷ کیلومترمربع است و در نزدیکی شهر ملنیک، استان بلاگووگراد قرار دارند. بلندی این اهرام ماسه سنگی به ارتفاع تا ۱۰۰ متر می‌رسد و به شکلی شبیه قارچ‌های غول پیکر یا برج‌های باستانی و ابلیسک‌ها درآمده‌اند. آنها عمدتاً به دلیل فرسایش ناشی از بارندگی و سایش سنگ بستر شکل گرفتند. اهرام زمین ملنیک یک پدیده زمین‌شناسی با اهمیت جهانی است و در سال ۱۹۶۰ به عنوان یک نقطه عطف طبیعی اعلام شد. صخره‌ها سکونتگاه گیاهان و جانوران متنوعی هستند که به شدت تحت تأثیر آب و هوای مدیترانه‌ای قرار دارند. این هرم‌ها به دلیل محیط طبیعی منطقه، دیدنی‌های فرهنگی ملنیک و صومعه روژن یک مقصد گردشگری به‌شمار می‌آیند.